# Peschiera Borromeo
Peschiera Borromeo là một đô thị ở tỉnh Milano, vùng Lombardia của Italia, khoảng12 km về phía đông nam củaMilano. Tại thời điểm ngày 31 tháng 12 năm 2004, đô thị này có dân số 21.146 và diện tích là 23,5 km².
Đô thị Peschiera Borromeo gồm các frazioni (đơn vị cấp dưới, chủ yếu là thôn làng) Peschiera, Mirazzano, San Bovio, Bettola, Bellingera, Mezzate, Bellaria, Zelo, Foramagno, Plasticopoli, Canzo, and Linate.
Peschiera Borromeo giáp các đô thị: Milano, Pioltello, Segrate, Rodano, Pantigliate, San Donato Milanese, Mediglia.
Vùng đất này thuộc sở hữu của dòng họ Borromeo của San Miniato vào thế kỷ 14 hoặc sớm hơn. Công trình nổi bật chính của Peschiera Borromeo là lâu đài Borromeo được Vitaliano Borromeo xây vào năm 1437.
Peschiera được lập làm đô thị năm 1963 và một phần là để phân biệt với Peschiera del Garda cũng như vinh danh dòng họ Borromeo, đô thị này đã được đổi tên thành Peschiera Borromeo.